# Liste der Baudenkmäler in Allmannshofen
Auf dieser Seite sind die Baudenkmäler in der schwäbischen Gemeinde Allmannshofen zusammengestellt. Diese Tabelle ist eine Teilliste der Liste der Baudenkmäler in Bayern. Grundlage ist die Bayerische Denkmalliste, die auf Basis des Bayerischen Denkmalschutzgesetzes vom 1. Oktober 1973 erstmals erstellt wurde und seither durch das Bayerische Landesamt für Denkmalpflege geführt wird. Die folgenden Angaben ersetzen nicht die rechtsverbindliche Auskunft der Denkmalschutzbehörde.

## Baudenkmäler nach Ortsteilen

### Allmannshofen
| Lage                                           | Objekt                               | Beschreibung | Akten-Nr.             | Bild               |
| ---------------------------------------------- | ------------------------------------ | --- | --------------------- | ------------------ |
| Hauptstraße (am Aufgang zur Klause) (Standort) | Kapellen-Bildstock                   | Halbrunder Bau mit Stichbogennische und Giebelfeld, 1747; mit Ausstattung | D-7-72-114-2 Wikidata | Kapellen-Bildstock |
| Kirchstraße 13 (Standort)                      | Katholische Pfarrkirche St. Nikolaus | Saalbau mit eingezogenem Chor und nördlichem Turm mit Zwiebelhaube, barocker Neubau von Christian Wiedemann, 1711–14, Erweiterung 1900/05; mit Ausstattung Friedhofskapelle, Satteldachbau mit pilastergerahmter Rundbogenöffnung und Lourdesgrotte, um 1860/70 Friedhofsummauerung | D-7-72-114-3 Wikidata | weitere Bilder     |
| Kirchstraße 15 (Standort)                      | Pfarrhaus                            | Zweigeschossiger Satteldachbau, erstes Drittel 18. Jahrhundert Pfarrstadel, Satteldachbau, durch nördliche Anbauten mit dem Pfarrhaus verbunden, erste Hälfte 18. Jahrhundert | D-7-72-114-4 Wikidata | weitere Bilder     |

### Holzen
| Lage                                   | Objekt                                     | Beschreibung | Akten-Nr.              | Bild                                       |
| -------------------------------------- | ------------------------------------------ | --- | ---------------------- | ------------------------------------------ |
| Graf-von-Treuberg-Straße 5 (Standort)  | Ehemaliges Verwalterhaus des Klosters      | Langgestreckter Satteldachbau, im Kern um 1650 (dendrochronologisch datiert 1651), um 1730 verlängert und umgestaltet (dendrochronologisch datiert 1728) An der Südseite Wandbild Innenräume zum Teil stuckiert | D-7-72-114-9 Wikidata  | Ehemaliges Verwalterhaus des Klosters      |
| Graf-von-Treuberg-Straße 6 (Standort)  | Friedhofskapelle St. Lorenz                | Oktogonaler Zentralbau mit rundbogigen Blendnischen und Eckpilastern, von Hans Georg Radmiller, 1707; mit Ausstattung Ölberg- oder Seelhäusl, pilastergerahmter Rechteckbau mit Volutengiebel, 1710; im Friedhof Friedhofsmauer, wohl gleichzeitig | D-7-72-114-10 Wikidata | weitere Bilder                             |
| Graf-von-Treuberg-Straße 9 (Standort)  | Ehemalige Klostermühle                     | Ehem. Klostermühle, stattlicher, zweigeschossiger Satteldachbau mit geschweiften Ziergiebeln und Zwerchhaus mit kräftig profiliertem Schweifgiebel, im Kern wohl noch 1. Viertel 18. Jh. | D-7-72-114-11 Wikidata | Ehemalige Klostermühle                     |
| Graf-von-Treuberg-Straße 10 (Standort) | Ehemaliges Jägerhaus                       | Ehem. Jägerhaus, zweigeschossiger, schmaler, nach Süden abgewalmter Satteldachbau, errichtet 1711 (dendro.dat.), 1867 (dendro.dat.) nach Norden verlängert. | D-7-72-114-12 Wikidata | Ehemaliges Jägerhaus                       |
| Klosterstraße (Standort)               | Sandsteinfigur des heiligen Johann Nepomuk | um 1730; nördlich vor dem Torhaus | D-7-72-114-8 Wikidata  | Sandsteinfigur des heiligen Johann Nepomuk |
| Klosterstraße 1, 3, 5 (Standort)       | Ehemalige Benediktinerinnen-Abtei          | Ehemalige Abteikirche St. Johannes der Täufer, jetzt katholische Pfarrkirche, pilastergegliederter Wandpfeilerbau des Vorarlberger Typs, mit eingezogenem Chor und Doppelturmanlage, von Franz Beer, 1696–1710; mit Ausstattung Ehemalige Abtei, jetzt Anstalt der St.-Josephs-Kongregation Ursberg, dreigeschossige Vierflügelanlage um quadratischen Innenhof, Nord- und Südflügel über den Westflügel hinausgreifend, von Franz Beer, 1696 ff.; mit Ausstattung Ehemalige Wirtschaftsgebäude, zwei rechtwinklig aneinanderstoßende, zweigeschossige Trakte mit Satteldächern, um 1710; westlich des Klosters Ehemaliger Kloster-, jetzt Gemüsegarten Klostermauer, nach Osten, Süden und Westen den Garten umschließend, an der südöstlichen und der südwestlichen Ecke je ein runder Eckturm als Gartenhaus, um 1710; Lorettokapelle, pilastergegliederter Zeltdachbau über quadratischem Grundriss, mit Dachreiter, in die südliche Klostermauer eingefügt, von Hans Georg Radmiller, um 1710; mit Ausstattung Klostergasthaus, zweigeschossiger Satteldachbau mit pilastergegliedertem Blendgiebel, Zwerchgiebel und östlicher Verbindungsmauer, um 1710 Torgebäude, dreigeschossiger, pilastergerahmter Walmdachbau mit Tordurchfahrt und darüber Zwerchgiebel, um 1720 Ehemaliger Gästebau des Klosters, zweigeschossiger, langgestreckter Satteldachbau mit zweigeschossigem Zwerchhaus an südlicher Längsseite, um 1710 | D-7-72-114-5 Wikidata  | weitere Bilder                             |

### Klause
| Lage                     | Objekt                | Beschreibung                                                                             | Akten-Nr.              | Bild                  |
| ------------------------ | --------------------- | ---------------------------------------------------------------------------------------- | ---------------------- | --------------------- |
| Klausenweg 16 (Standort) | Kapelle St. Mauritius | Saalbau mit dreiseitigem Schluss und Dachreiter mit Pyramidendach, 1710; mit Ausstattung | D-7-72-114-13 Wikidata | Kapelle St. Mauritius |

### Schwaighof
| Lage                         | Objekt                                                    | Beschreibung | Akten-Nr.              | Bild           |
| ---------------------------- | --------------------------------------------------------- | --- | ---------------------- | -------------- |
| Schwaighof 1, 1 a (Standort) | Gutshof an Stelle einer alten Schwaige von Kloster Holzen | Durch Hans Schnell einheitlich in malerisch-barockisierenden Formen angelegt, 1918–24 Herrenhaus, zweigeschossiger Satteldachbau mit Schweifgiebeln, nach Westen durch Anbau mit Pergola und turmartigem Abschluss erweitert; mit Ausstattung Ökonomiegebäude Parkanlage mit Pavillonbauten und Gartenplastiken, nach Plänen von Harry Maasz, 1923–27 Gärtnerei, erdgeschossiger Satteldachbau mit südlich anschließenden Gewächshäusern, gleichzeitig Ummauerung der Anlage mit drei Toreinfahrten zur Straße | D-7-72-114-15 Wikidata | weitere Bilder |

## Abgegangene Baudenkmäler
In diesem Abschnitt sind Objekte aufgeführt, die früher einmal in der Denkmalliste eingetragen waren, jetzt aber nicht mehr existieren, z. B. weil sie abgebrochen wurden. Aktennummern in diesem Abschnitt sind ehemalige, jetzt nicht mehr gültige Aktennummern.

| Lage                                                            | Objekt      | Beschreibung                                                                                                | Akten-Nr. | Bild        |
| --------------------------------------------------------------- | ----------- | --- | --------- | ----------- |
| Allmannshofen Hauptstraße 14 (Standort)                         | Bauernhaus  | Erdgeschossig, mit Giebelschultern und Gesimsstreifen, Ende des 18. Jahrhunderts; Bild vom heutigen Bauwerk |           | Bauernhaus  |
| Klause Klausenweg (bei Nr. 16, westlich der Kapelle) (Standort) | Kreuzgruppe | 3. Drittel des 19. Jahrhunderts; Bild vom Nachbau                                                           |           | Kreuzgruppe |